# Cheikh Hadjibou Soumaré
Pour les articles homonymes, voir Soumaré.
Cheikh Hadjibou Soumaré (), né le 24 octobre 1951 à Dakar, est un homme d'État sénégalais, Premier ministre de 2007 à 2009.

## Biographie
Cheikh Hadjibou Soumaré est titulaire d'une maîtrise en sciences économiques (1979) et du diplôme de l'École nationale d'administration et de magistrature (ENAM). Il a commencé sa carrière dans la région de Kaolack, en tant que percepteur-receveur municipal.
Ministre délégué auprès du ministre de l'Économie et des Finances chargé du Budget et de l'Habitat depuis 2001, Cheikh Hadjibou Soumaré est nommé Premier ministre du Sénégal par le président Abdoulaye Wade le 19 juin 2007, après la démission de Macky Sall qui occupait ce poste depuis 2004.
Sa promotion intervient peu après les élections législatives du 3 juin 2007 qui ont conduit, en marge du mot d'ordre de boycott de l'opposition, à une victoire écrasante de la mouvance présidentielle.
La nomination de Cheikh Hadjibou Soumaré à la Primature a constitué une surprise. En effet son nom ne faisait pas partie des plus fréquemment avancés pour ce poste. Non membre du Parti démocratique sénégalais (PDS), le nouveau Premier ministre était présenté par les médias avant tout comme un technocrate discret, sans ambition présidentielle.
Il démissionne le 30 avril 2009. Son successeur est Souleymane Ndéné Ndiaye.
Cheikh Hadjibou Soumaré est président du mouvement Démocratie et République.
En janvier 2023, Marine Le Pen, ancienne dirigeante du parti d'extrême droite français Rassemblement national et candidate récurrente aux élections présidentielles françaises est reçue par le président sénégalais Macky Sall. Cette rencontre est surprenante et les conditions de son organisation font l'objet de plusieurs débats. Cheikh Hadjibou Soumaré envoie une lettre, rendue publique début mars, au président Sall lui demandant s'il a fait un don à Marine Le Pen lors de sa visite. Soumaré est ensuite placé en garde à vue, placé sous contrôle judiciaire, puis inculpé pour « diffusion de fausses nouvelles et diffamation ». Il n'a plus le droit de parler publiquement de cette affaire,.
Cheikh Hadjibou Soumaré est marié, père de deux enfants.